# The Franchise (film)
The Franchise è un film muto del 1916 diretto da Edward Sloman.

## Produzione
Il film fu prodotto dall'American Film Manufacturing Company.

## Distribuzione
Distribuito dalla Mutual Film, il film - un cortometraggio in due bobine - uscì nelle sale cinematografiche USA il 16 ottobre 1916.